# Литвинова, Татьяна Александровна
Татьяна Алекса́ндровна Литвинова (род. 23 мая 1956, Изюм) — украинская поэтесса, физик по образованию.

## Биография
Ранние стихи Татьяны Литвиновой высоко оценили Евгений Евтушенко и Марк Соболь.
С 1984 года — член Союза писателей СССР (по рекомендации Юнны Мориц), с 1992 — член национального Союза писателей Украины, с 1997 — национального Союза журналистов Украины. Живёт в Северодонецке. С 1996 ло 2011 г. в телерадиокомпании СТВ была автором и ведущим культурологических циклов «Новое тысячелетие» и «Лица». По образованию физик.

## Творчество
Первая книга поэтессы «Памяти живые родники» вышла в 1983 году в Донецке. Журнальные публикации поэта появлялись в журналах «Радуга» (Киев), «Октябрь», «Смена», «Знамя». В 2006 году в московском издательстве «Новая поэзия» вышла книга стихов Литвиновой «Вавилонская лоза». Презентация состоялась в Литературном салоне «Булгаковского Дома».
Поэт Владимир Гутковский так характеризует поэта Литвинову: «Предельная откровенность, помноженная на поэтическую одухотворенность. Душевное и духовное пространство современника вскрывается глубоко и многообразно. Нет попытки — ни отгородиться от мира, ни приукрасить его».
Поэт Андрей Грязов, редактор сайта poezia.ru, учредитель международного поэтического фестиваля — «Каштановый дом», член Союза писателей Украины говорит: «Татьяна Литвинова работает в русле неоклассицизма. С моей точки зрения — в русле неисчерпаемых возможностей поэзии. Татьяна продолжает движение живой классики Мандельштама, Ахматовой, Пастернака, Цветаевой и многих других поэтов, где поток живой насыщенной поэтической реальности смывает тину всех стиходельческих или стихоиздельческих псевдомод ремесленников от постмодернизма, авангардизма и пр. … Татьяна сохраняет в своих стихах дух высокой поэзии перечисленных авторов, но идет своим путём, создавая свой, присущий только ей многообразный, насыщенный язык, язык неожиданных и точных метафор, точных и осязаемых эпитетов, четкой и необычной рифмовки, внешней виртуозности и внутренней многослойности подтекстов».

## Книги стихотворений
- Литвинова Т. А. Памяти живые родники: Стихи — Донецк: Донбас, 1983. — 32 с.
- Литвинова Т. А. Журавлики бумажные, летите: Стихи, поэма. — Донецк: Донбас, 1986. — 48с.
- Литвинова Т. А. Снежное яблоко: Стихи.- Донецк: Донбас, 1991. — 56 с.
- Литвинова Т. А. Сквозь…: Стихи.- Луганск: Світлиця, 2006. — 107 с.
- Литвинова Т. А. Вавилонская лоза: Стихи — М.: Новая поэзия, 2006. — 280 с.
- Литвинова Т. А. Крестоцвет. Стихи.- Луганск: Світлиця, 2011. — 75 с.

## Коллективные сборники
- Кроны. Донецк, изд-во «Донбасс», 1881 г.
- Каменный Пояс, 1982, Челябинск: Юж. — Урал. кн. изд-во, 1982. — 264 с, 4 л. ил. Тираж 10 000 экз.
- Родники и криницы. Киев, изд-во ЦК ЛКСМУ «Молодь», 1984 г.
- Молодая гвардия −84. Москва, «Молодая гвардия», 1985 г.
- Траектории. Антология стихов болгарских и советских поэтов. Изд-во «Народна младеж», София, 1989 г.
- Сто стихотворений о любви. Москва. Изд-во «Корс -Юнит». 1993 г.
- Антология современной русской поэзии Украины. Т.1. / Сост.: М.Красиков. — Харьков: Крок, 1998. — 276 с.
- Юрьев День: Альманах поэзии / Ред.: Ю.Каплан. — Вып.3. — К.: ЮГ, 2002. — 156 с.
- Каштановый дом. 2009 г. Киев.
- Антология современной русской поэзии Украины «Киевская Русь». Мюнхен, германский филиал Толстовского Фонда
- Облако в стихах. Киев, журнал «Радуга», 2002 г.
- Песни Южной Руси. Стихи русских поэтов Украины. 2008 г. Донецк: «Лебедь» (Международное сообщество писательских союзов, Межрегиональный Союз писателей Украины)

## Журналы и альманахи
- Рабочее созвездие, 1981, Челябинск: Юж. — Урал. кн. изд-во, 1981
- Октябрь. № 12, 1982 г.
- Вітрила. Альманах. Киев, изд-во ЦК ЛКСМУ «Молодь», 1982 г.
- Истоки. Альманах. Москва. «Молодая гвардия». 1984 г.
- «Радуга» (Киев). № 3, 1982; № 7, 1985; № 3, 1987; № 3, 1991; № 5, 1991
- «Знамя». № 3, 1986
- «Молодая гвардия». № 3, 1986 г.
- «Смена», № 1. 1990 г.
- Artline. Культурно-аналитический журнал. Киев, № 5-6, 1999 г.
- Детский журнал «Костер», июль, 2001 г.
- Литературно — художественных альманахах: «Мрія», № 1; 1999 г, Тираж — 2000 экз.
- Литературно — художественных альманахах: «Мрія», № 2; 2000 г, Тираж — 3000 экз.
- «Донбасс» (Донецк). № 1, 1981; № 1, 1982; № 5, 1986; № 3, 1988; № 4, 1989; № 6, 1989
- Журнал «Крещатик». (2002 г.) ISSN 16192966
- Поэзия. Литературно-художественный журнал. Москва. № 1, 2003 г.
- Сетевая поэзия. Журнал современной поэзии. № 1. изд-во «Скифия», Санкт-Петербург, 2004 г.
- Вторник. Стихотворения. Рифма. Ру. Новосибирск, 2005
- «Новый Берег» (Дания, 2005 г.)
- Ежемесячник «ФЛОРИДА», Октябрь, 2009 (Florida, RUS), USA, Тираж — 5000 экз.
- «Новый Берег» (Дания, 2012 г.)
- "Европейская словесность" (Германия, Кёльн)

## Электронные журналы
- Альманах «Европейская словесность», Германия,  2016
- Журнал «ШО», Киев, 2016
- Журнал «Этажи», Москва, 2016
- Журнал «Артикль» Израиль 2016
- Евразийский журнальный портал "МЕГАЛИТ", 2016
- 45-я параллель. "Слишком много судьбы" 2016 г.
- «Сетевая словесность», июль, 2015 г.
- «Сетевая словесность», апрель, 2014 г.
- «Сетевая словесность», декабрь, 2014 г. (недоступная ссылка)
- «Свой вариант», декабрь, 2009 г.
- 45-я параллель. «Ангелы. Жажда риска». 2008 г.
- «Сетевая словесность», май, 2008 г.
- «Русский журнал», сентябрь, 2005 г.
- «Русский переплет» (2004 г.)
- «Литературный арьергард» (2000 г.)
- «Литературный арьергард» (2002 г.)

## Награды
- Лауреат Северодонецкой литературной комсомольской премии имени Бориса Горбатова 1979 года и 1984 года.

## Интервью
- Интервью «Трепет жизни»
- Интервью «Вне любви меня нет»